# Monte Semprevisa
Il Monte Semprevisa (1536 m) è il rilievo più alto della catena dei Monti Lepini.

## Descrizione
Situato nel territorio di Carpineto Romano nel Lazio, tra le province di Latina e Roma, confina a nord-ovest con i monti Caprea e Ardicara, a nord con il territorio di Carpineto Romano, ad est con il Monte la Croce, a sud con il territorio del comune di Bassiano e le propaggini minori della catena principale dei Lepini (M. Rotondilio, M. Fulcino, M. Forcino), a sud-ovest con il pianoro carsico di Camporosello.
Dalla cima e dalle creste più alte si ha una vista su buona parte dell'Agro Pontino: il gruppo dei Monti Ausoni, il promontorio del Circeo, la città di Latina, i laghi costieri e le Isole Ponziane. Nelle giornate invernali, con un buon cannocchiale si può notare addirittura l'isola d'Ischia. In condizioni di normale visibilità è invece possibile osservare con una certa facilità alcune cime dell’appennino abruzzese relativamente distanti come il monte Velino.

### Geologia
Composto da rocce calcaree, come tutti i Lepini, il Monte Semprevisa è interessato da fenomeni di dissoluzione carsica, il più interessante dei quali è l'Abisso Consolini, una grotta originata da carsismo sita poco a sud-est della vetta.

### Vie di salita
Gli itinerari di salita sono molteplici, facilmente accessibili da più punti e segnati dai percorsi del Club Alpino Italiano, tra cui il sentiero 710, intitolato all'alpinista Daniele Nardi, che era solito recarsi sulla cima della Semprevisa.
La via più breve procede da Bassiano lungo la strada per Camporosello - che è possibile tagliare con una scorciatoia che passa accanto ad alcune opere idriche; da Camporosello si sale fino alla sella della Semprevisa e di qui, attraverso una faggeta (seguire attentamente i segni perché è molto facile perdersi), fino alla vetta (2 ore e mezza da Bassiano).
Molto suggestivi i sentieri dal versante opposto, cioè da Carpineto Romano: è possibile salire attraverso il Pian della Faggeta e l'Acqua Mezzavalle, oppure dal Piano dell'Erdigheta.
Da Roccagorga, infine, si raggiunge la Semprevisa attraverso un lungo itinerario che tocca la PP Fonte dell'Arco, l'eremo di Sant'Erasmo e la cima del Monte Erdigheta.

### Strutture montane

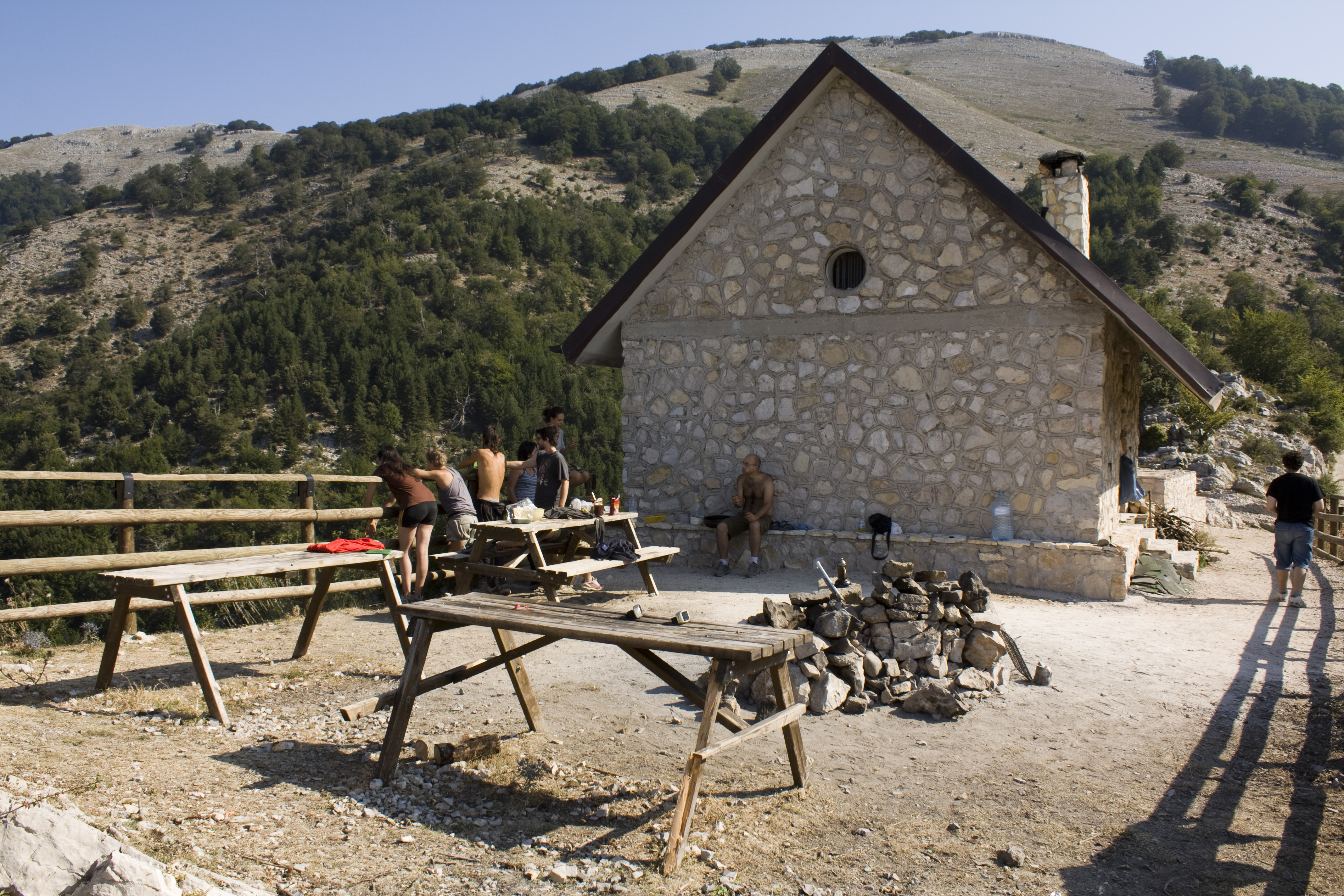
Rifugio Autogestito Liberamonte, vista esterna

La segnaletica del CAI è presente nella sola indicazione dei sentieri, senza ulteriori informazioni in merito alle tappe degli itinerari o ai tempi di percorrenza.
Lungo l'itinerario di salita del versante di Bassiano si può trovare, a quota 1052 m, un vecchio rifugio di montagna: abbandonato fino al 2 maggio 2009, è stato battezzato da un gruppo di volontari "Rifugio Autogestito Liberamonte".
La struttura è dotata di camino, suppellettili, stoviglie e riserva di legna, quest'ultima mantenuta dagli stessi ospiti del rifugio.